# Comité olympique polonais
Le Comité national olympique polonais (en polonais : Polski Komitet Olimpijski, PKOI), est le Comité national olympique de la Pologne.

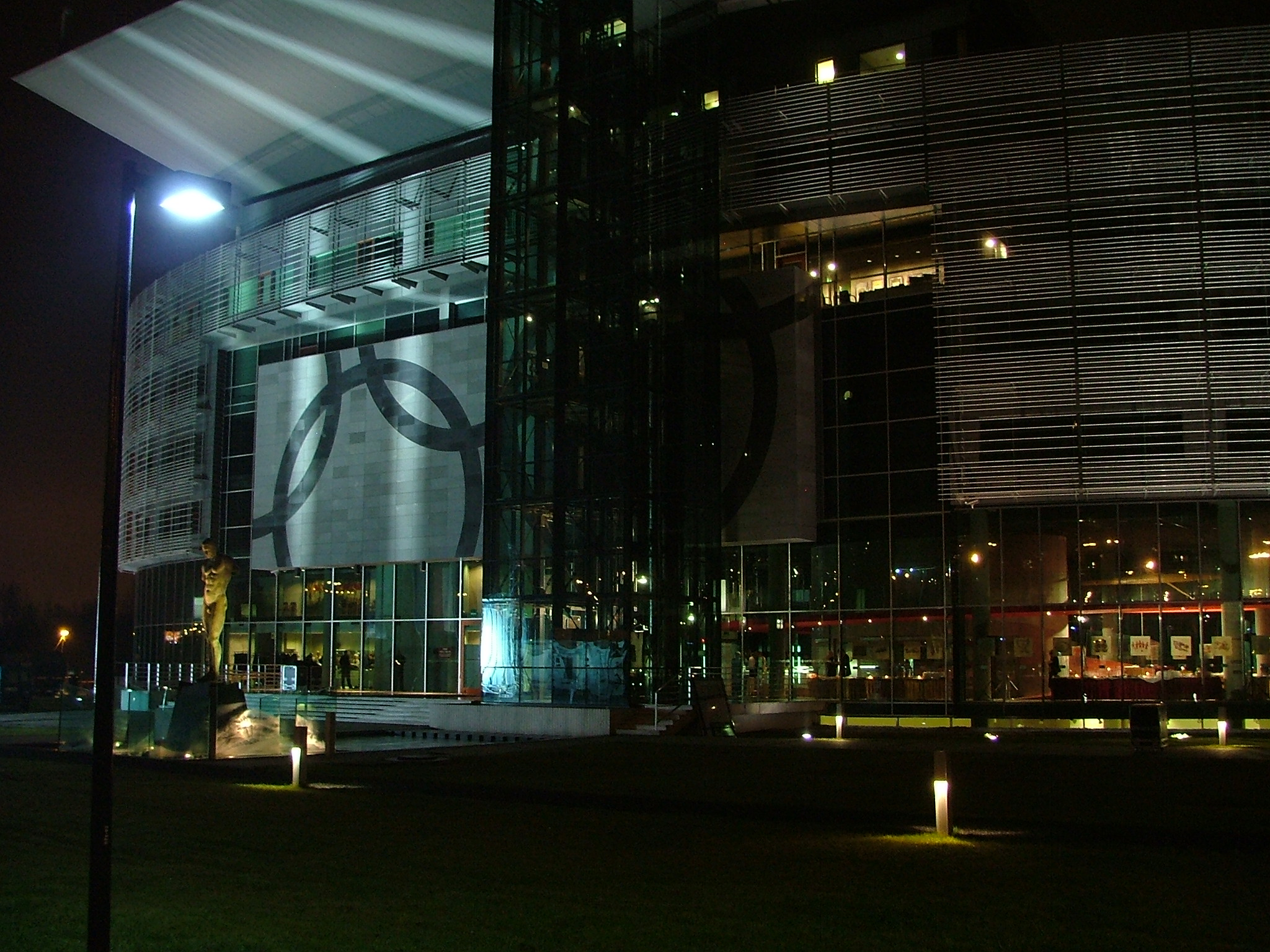
Siège du Comité olympique national polonais dans le centre olympique de Varsovie.